# Conus ranonganus
Conus ranonganus é uma espécie de gastrópode do gênero Conus, pertencente à família Conidae.